# Goroku Amemija
Goroku Amemija (雨宮 五六, Amemiya Goroku, 1886–1972) byl japonský fotograf aktivní ve 20. století. Jeho fotografie jsou ve sbírce Tokijského muzea fotografie.